# Campeonato Mundial de Natação em Piscina Curta de 2014 - 100 m livre feminino
A prova dos 100 metros nado livre feminino do Campeonato Mundial de Natação em Piscina Curta de 2014 foi disputado entre 4 e 5 de dezembro no Centro Aquático Aspire Sports Complex em Doha.

## Recordes
Antes desta competição, os recordes mundiais e do campeonato nesta prova eram os seguintes:
|    | Nome                | Nacionalidade | Tempo | Local  | Data                   |
| -- | ------------------- | ------------- | ----- | ------ | ---------------------- |
| WR | Lisbeth Trickett    | Austrália     | 51.01 | Hobart | 10 de agosto de 2009   |
| CR | Ranomi Kromowidjojo | Países Baixos | 51.45 | Dubai  | 17 de dezembro de 2010 |

Os seguintes recordes foram estabelecidos durante a competição
| Data          | Prova | Nome            | Nacionalidade | Tempo | Recorde |
| ------------- | ----- | --------------- | ------------- | ----- | ------- |
| 5 de dezembro | Final | Femke Heemskerk | Países Baixos | 51.37 | CR      |

## Medalhistas
| Ouro                  | Prata                | Bronze                    |
| Femke Heemskerk (NED) | Sarah Sjöström (SWE) | Ranomi Kromowidjojo (NED) |

## Resultados

### Eliminatórias
As eliminatórias ocorreram dia 4 de dezembro. 
| Colocação | Bateria | Raia | Nome                       | Nacionalidade            | Tempo   | Notas |
| --------- | ------- | ---- | -------------------------- | ------------------------ | ------- | ----- |
| 1         | 10      | 4    | Sarah Sjöström             | Suécia                   | 52.44   | Q     |
| 1         | 12      | 4    | Femke Heemskerk            | Países Baixos            | 52.44   | Q     |
| 3         | 11      | 4    | Ranomi Kromowidjojo        | Países Baixos            | 52.66   | Q     |
| 4         | 12      | 5    | Bronte Campbell            | Austrália                | 52.67   | Q     |
| 5         | 10      | 5    | Shannon Vreeland           | Estados Unidos           | 52.80   | Q     |
| 6         | 11      | 5    | Michelle Coleman           | Suécia                   | 52.81   | Q     |
| 7         | 12      | 2    | Erika Ferraioli            | Itália                   | 52.87   | Q     |
| 8         | 11      | 3    | Veronika Popova            | Rússia                   | 53.01   | Q     |
| 9         | 11      | 0    | Abbey Weitzeil             | Estados Unidos           | 53.08   | Q     |
| 10        | 12      | 6    | Charlotte Bonnet           | França                   | 53.09   | Q     |
| 11        | 10      | 3    | Larissa Oliveira           | Brasil                   | 53.19   | Q     |
| 12        | 10      | 2    | Shen Duo                   | China                    | 53.22   | Q     |
| 13        | 11      | 6    | Pernille Blume             | Dinamarca                | 53.28   | Q     |
| 14        | 12      | 3    | Miki Uchida                | Japão                    | 53.35   | Q     |
| 15        | 10      | 6    | Arianna Vanderpool-Wallace | Bahamas                  | 53.41   | Q     |
| 16        | 10      | 7    | Hanna-Maria Seppälä        | Finlândia                | 53.57   | Q     |
| 17        | 11      | 2    | Julie Levisen              | Dinamarca                | 53.83   |       |
| 18        | 9       | 0    | Nina Rangelova             | Bulgária                 | 53.85   |       |
| 19        | 10      | 8    | Cecilie Johannessen        | Noruega                  | 53.88   |       |
| 20        | 11      | 1    | Lena Kreundl               | Áustria                  | 53.94   |       |
| 21        | 12      | 0    | Alessandra Marchioro       | Brasil                   | 54.00   |       |
| 22        | 10      | 1    | Nastja Govejšek            | Eslovênia                | 54.11   |       |
| 23        | 11      | 7    | Daniela Schreiber          | Alemanha                 | 54.12   |       |
| 24        | 12      | 8    | Susann Bjørnsen            | Noruega                  | 54.25   |       |
| 25        | 12      | 7    | Birgit Koschischek         | Áustria                  | 54.26   |       |
| 26        | 8       | 3    | Isabella Arcila            | Colômbia                 | 54.31   |       |
| 26        | 11      | 9    | Giada Galizi               | Itália                   | 54.31   |       |
| 28        | 9       | 3    | Julie Meynen               | Luxemburgo               | 54.35   |       |
| 29        | 11      | 8    | Tomomi Aoki                | Japão                    | 54.38   |       |
| 30        | 10      | 0    | Anna Santamans             | França                   | 54.45   |       |
| 31        | 9       | 5    | Erin Gallagher             | África do Sul            | 54.51   |       |
| 32        | 10      | 9    | Anna Kolářová              | Chéquia                  | 54.59   |       |
| 33        | 9       | 1    | Jessica Camposano          | Colômbia                 | 54.63   |       |
| 34        | 12      | 1    | Margarita Nesterova        | Rússia                   | 54.77   |       |
| 34        | 12      | 9    | Miroslava Najdanovski      | Sérvia                   | 54.77   |       |
| 36        | 9       | 8    | Fanni Gyurinovics          | Hungria                  | 55.20   |       |
| 37        | 8       | 0    | Karen Torrez               | Bolívia                  | 55.48   |       |
| 38        | 9       | 2    | Chinyere Pigot             | Suriname                 | 55.55   |       |
| 39        | 9       | 9    | Zhang Jiaqi                | China                    | 55.58   |       |
| 40        | 8       | 2    | Ajna Késely                | Hungria                  | 55.75   |       |
| 41        | 9       | 4    | Trudi Maree                | África do Sul            | 55.81   |       |
| 42        | 9       | 6    | Ariel Weech                | Bahamas                  | 55.86   |       |
| 43        | 9       | 7    | İlknur Çakıcı              | Turquia                  | 56.10   |       |
| 44        | 8       | 9    | Esra Kaçmaz                | Turquia                  | 56.17   |       |
| 45        | 8       | 6    | Tess Grossmann             | Estónia                  | 56.41   |       |
| 46        | 8       | 5    | Yamilé Bahamonde           | Equador                  | 56.56   |       |
| 47        | 8       | 7    | Elisbet Gámez              | Cuba                     | 56.61   |       |
| 48        | 8       | 4    | Tracy Keith-Matchitt       | Ilhas Cook               | 56.64   |       |
| 49        | 7       | 4    | Hannah Dato                | Filipinas                | 56.80   |       |
| 50        | 4       | 5    | Nguyễn Thị Ánh Viên        | Vietname                 | 56.81   |       |
| 51        | 6       | 1    | Felicity Passon            | Seicheles                | 56.85   |       |
| 52        | 8       | 8    | Julia Hassler              | Liechtenstein            | 57.23   |       |
| 53        | 4       | 4    | Alexus Laird               | Seicheles                | 57.32   |       |
| 54        | 7       | 6    | Olivia de Maroussem        | Ilhas Maurícias          | 57.41   |       |
| 55        | 7       | 7    | Jessica Cattaneo           | Peru                     | 57.43   |       |
| 56        | 6       | 8    | Sonja Adelaar              | Namíbia                  | 57.58   |       |
| 56        | 6       | 5    | Aditi Dhumatkar            | Índia                    | 57.58   |       |
| 58        | 5       | 7    | Mónica Ramírez             | Andorra                  | 57.67   |       |
| 59        | 6       | 4    | Matelita Buadromo          | Fiji                     | 57.96   |       |
| 60        | 7       | 0    | Nikki Muscat               | Malta                    | 57.99   |       |
| 61        | 6       | 3    | Monika Vasilyan            | Armênia                  | 58.00   |       |
| 62        | 7       | 2    | Rebecca Maduro             | Aruba                    | 58.02   |       |
| 63        | 8       | 1    | Talita Baqlah              | Jordânia                 | 58.31   |       |
| 64        | 4       | 6    | Kimiko Raheem              | Sri Lanka                | 58.38   |       |
| 65        | 7       | 3    | Lei On Kei                 | Macau                    | 58.47   |       |
| 66        | 7       | 8    | Sofía López                | Paraguai                 | 58.54   |       |
| 67        | 7       | 1    | Tan Chi Yan                | Macau                    | 58.56   |       |
| 68        | 5       | 2    | Beatrice Felici            | San Marino               | 58.58   |       |
| 69        | 5       | 0    | Anna-Liza Mopio-Jane       | Papua-Nova Guiné         | 58.79   |       |
| 70        | 6       | 6    | Elena Giovannini           | San Marino               | 58.84   |       |
| 71        | 4       | 2    | Nguyễn Diệu Linh           | Vietname                 | 59.01   |       |
| 72        | 6       | 0    | Ana Nobrega                | Angola                   | 59.24   |       |
| 73        | 4       | 8    | Nadia Tudo                 | Andorra                  | 59.25   |       |
| 74        | 5       | 6    | Emily Muteti               | Quênia                   | 59.28   |       |
| 75        | 5       | 3    | Elinah Phillip             | Ilhas Virgens Britânicas | 59.30   |       |
| 76        | 5       | 5    | Antonia Roth               | Namíbia                  | 59.38   |       |
| 77        | 6       | 7    | Zabrina Holder             | Barbados                 | 59.43   |       |
| 78        | 5       | 4    | Maeform Borriello          | Honduras                 | 59.87   |       |
| 78        | 6       | 2    | Thalasha Prabhu            | Índia                    | 59.87   |       |
| 80        | 4       | 0    | Yara Lima                  | Angola                   | 59.92   |       |
| 81        | 5       | 8    | Anna Manchekova            | Azerbaijão               | 1:00.14 |       |
| 82        | 4       | 9    | Christina Linares          | Gibraltar                | 1:00.41 |       |
| 83        | 7       | 9    | Rebeca Quinteros           | El Salvador              | 1:00.51 |       |
| 84        | 4       | 3    | Tiara Anwar                | Brunei                   | 1:00.54 |       |
| 85        | 6       | 9    | Elisa Bernardi             | San Marino               | 1:00.95 |       |
| 86        | 3       | 4    | Savannah Tkatchenko        | Papua-Nova Guiné         | 1:00.99 |       |
| 87        | 4       | 1    | Fabiola Espinoza           | Nicarágua                | 1:01.01 |       |
| 88        | 3       | 0    | Jamaris Washshah           | Ilhas Virgens Americanas | 1:01.26 |       |
| 89        | 5       | 9    | Nikol Merizaj              | Albânia                  | 1:01.35 |       |
| 90        | 3       | 5    | Debbie Chew                | Guatemala                | 1:01.47 |       |
| 91        | 3       | 3    | Samantha Roberts           | Antígua e Barbuda        | 1:01.85 |       |
| 92        | 3       | 6    | Amarah Phillip             | Ilhas Virgens Britânicas | 1:02.16 |       |
| 93        | 2       | 1    | Jennet Sariyeva            | Turquemenistão           | 1:02.78 |       |
| 94        | 2       | 3    | San Khant Khant Su         | Myanmar                  | 1:02.85 |       |
| 95        | 5       | 1    | Estellah Fils              | Madagáscar               | 1:03.33 |       |
| 96        | 3       | 8    | Irene Prescott             | Tonga                    | 1:03.49 |       |
| 97        | 3       | 1    | Chamodi de Fonseka         | Sri Lanka                | 1:03.51 |       |
| 98        | 3       | 2    | Annie Hepler               | Ilhas Marshall           | 1:03.55 |       |
| 99        | 2       | 4    | Sofia Shah                 | Nepal                    | 1:03.88 |       |
| 100       | 2       | 0    | Jamila Sanmoogan           | Guiana                   | 1:04.46 |       |
| 101       | 2       | 8    | Areeba Shaikh              | Paquistão                | 1:04.74 |       |
| 102       | 2       | 6    | Tsogtgerel Mungunsor       | Mongólia                 | 1:05.89 |       |
| 103       | 2       | 5    | Sonia Tumiotto             | Tanzânia                 | 1:05.81 |       |
| 104       | 3       | 7    | Diana Basho                | Albânia                  | 1:05.96 |       |
| 105       | 2       | 2    | Aminath Shajan             | Maldivas                 | 1:06.01 |       |
| 106       | 1       | 5    | Seabe Ebineng              | Botswana                 | 1:07.24 |       |
| 107       | 2       | 7    | Salie Alatrash             | Palestina                | 1:07.30 |       |
| 108       | 4       | 7    | Chade Nersicio             | Curaçau                  | 1:07.39 |       |
| 109       | 3       | 9    | Angela Kendrick            | Ilhas Marshall           | 1:08.85 |       |
| 110       | 2       | 9    | Karina Klimyk              | Tajiquistão              | 1:09.34 |       |
| 111       | 1       | 4    | Roylin Akiwo               | Palau                    | 1:11.05 |       |
| 112       | 1       | 3    | Elsie Uwamahoro            | Burundi                  | 1:13.64 |       |
| —         | 1       | 6    | Christelle Moboutou        | República do Congo       |         | DNS   |
| —         | 7       | 5    | Theodora Giareni           | Grécia                   |         | DNS   |

### Semifinal
A semifinal  ocorreu dia 4 de dezembro. 

#### Semifinal 1
| Colocação | Raia | Nome                | Nacionalidade | Tempo | Notas |
| --------- | ---- | ------------------- | ------------- | ----- | ----- |
| 1         | 4    | Femke Heemskerk     | Países Baixos | 51.51 | Q     |
| 2         | 5    | Bronte Campbell     | Austrália     | 52.02 | Q     |
| 3         | 3    | Michelle Coleman    | Suécia        | 52.26 | Q     |
| 4         | 1    | Miki Uchida         | Japão         | 52.49 | Q     |
| 5         | 6    | Veronika Popova     | Rússia        | 52.56 | Q     |
| 6         | 2    | Charlotte Bonnet    | França        | 52.77 |       |
| 7         | 7    | Shen Duo            | China         | 52.82 |       |
| 8         | 8    | Hanna-Maria Seppälä | Finlândia     | 53.49 |       |

#### Semifinal 2
| Colocação | Raia | Nome                       | Nacionalidade  | Tempo | Notas |
| --------- | ---- | -------------------------- | -------------- | ----- | ----- |
| 1         | 4    | Sarah Sjöström             | Suécia         | 51.46 | Q     |
| 2         | 5    | Ranomi Kromowidjojo        | Países Baixos  | 51.57 | Q     |
| 3         | 8    | Arianna Vanderpool-Wallace | Bahamas        | 52.56 | Q     |
| 4         | 3    | Shannon Vreeland           | Estados Unidos | 52.69 |       |
| 5         | 7    | Larissa Oliveira           | Brasil         | 52.75 | SA    |
| 6         | 6    | Erika Ferraioli            | Itália         | 52.87 |       |
| 7         | 1    | Pernille Blume             | Dinamarca      | 52.90 |       |
| 8         | 2    | Abbey Weitzeil             | Estados Unidos | 53.14 |       |

### Final
A final teve sua disputa realizada em 5 de dezembro. 
| Colocação         | Raia | Nome                       | Nacionalidade | Tempo | Notas |
| ----------------- | ---- | -------------------------- | ------------- | ----- | ----- |
| Medalha de ouro   | 5    | Femke Heemskerk            | Países Baixos | 51.37 | CR    |
| Medalha de prata  | 4    | Sarah Sjöström             | Suécia        | 51.39 |       |
| Medalha de bronze | 3    | Ranomi Kromowidjojo        | Países Baixos | 51.47 |       |
| 4                 | 6    | Bronte Campbell            | Austrália     | 51.65 |       |
| 5                 | 2    | Michelle Coleman           | Suécia        | 51.92 |       |
| 6                 | 8    | Arianna Vanderpool-Wallace | Bahamas       | 52.34 |       |
| 7                 | 7    | Miki Uchida                | Japão         | 52.35 |       |
| 8                 | 1    | Veronika Popova            | Rússia        | 52.45 |       |

Legenda
| Recorde mundial       | Recorde mundial (World record)               |                       | Recorde africano                      | Recorde africano (African) |                                           | Q | Classificado por posição (Qualified) |
| Recorde do campeonato | Recorde do campeonato (Championship record)  | Recorde da América    | Recorde da América (Americas)         | q                          | Classificado por melhor tempo (Qualified) |   |                                      |
| Melhor marca do ano   | Melhor marca do ano (World leading)          | Recorde asiático      | Recorde asiático (Asian)              | DNS                        | Não largou (Did not start)                |   |                                      |
| Recorde nacional      | Recorde nacional (National record)           | Recorde europeu       | Recorde europeu (European)            | DNF                        | Não terminou (Did not finish)             |   |                                      |
| Recorde pessoal       | Recorde pessoal do atleta (Personal best)    | Recorde da Oceania    | Recorde da Oceania (Oceania)          | DSQ / DQ                   | Desclassificado (Disqualified)            |   |                                      |
| Recorde da temporada  | Recorde da temporada do atleta (Season best) | Recorde sul-americano | Recorde sul-americano (South America) | NM                         | Sem marca (No mark)                       |   |                                      |